# Castello di San Basilio
Das Castello di San Basilio ist eine Burg auf dem Gemeindegebiet von Pisticci in der italienischen Region Basilikata. Sie liegt an der Provinzstraße von Pisticci zum Meer.

## Geschichte
Das Castello di San Basilio wurde von der mönchischen Gemeinschaft der Basilianer um das 7. Jahrhundert als befestigter Bauernhof errichtet. Später wurde er ein normannisches Lehen und nahm immer mehr das Aussehen einer Burg an, insbesondere mit dem Bau des Bergfrieds. Die normannischen Lehensherren gaben die Festung später an die benediktinische Gemeinschaft des Klosters Santa Maria del Casale di Pisticci.
Im 14. Jahrhundert gelangte das Anwesen an die Kartause von Padula und 1830 an den Markgrafen Angelo Matteo Ferrante di Ruffano und seinen Sohn Matteo Gennaro. Heute gehört es der Familie Berlingieri und beherbergt eine wichtige Sammlung von Werken und Installationen zeitgenössischer Kunst.

## Beschreibung
Die imposante Hangburg erstreckt sich um einen Innenhof in der Mitte, auf den die Hauptgebäude, wie das Refektorium, die Küche, das Dormitorium, das Archiv, die Bibliothek, das Kirchlein aus dem 18. Jahrhundert und der Kapitelsaal, ausgerichtet sind.
Den Komplex dominiert der Bergfried mit quadratischem Grundriss, den König Roger I. von Sizilien in der ersten Hälfte des 11. Jahrhunderts bauen ließ und von dessen Spitze aus der Blick über ein riesiges Gebiet schweift, das den gesamten Bogen des Golfes von Tarent einschließt. Die Festung wurde auf einem leichten Anstieg errichtet, der es erlaubt, das umliegende Gelände zu dominieren und ist dennoch von Grün eingeschlossen, sodass sie von Feinden nicht sofort gut lokalisiert werden kann. Die Hauptfunktion des Turms war in der Tat die, zusammen mit den anderen Türmen in der Nähe die Küste zu kontrollieren, um Alarm zu geben, wenn sarazenische Piraten landeten. Auf der Terrasse des Turmes ist deshalb auch eine Alarmglocke angebracht.
Der Zugang von außen war über eine Zugbrücke möglich, die heute durch eine feste Brücke mit Mauerbögen ersetzt ist. Am Eingangstor ist das Wappen der Familie Berlingeri aus Crotone angebracht.